# Пейнсвілл (Міссурі)
Пейнсвілл (англ. Paynesville) — селище (англ. village) в США, в окрузі Пайк штату Міссурі. Населення — 60 осіб (2020).

## Географія
Пейнсвілл розташований за координатами 39°15′45″ пн. ш. 90°54′1″ зх. д. / 39.26250° пн. ш. 90.90028° зх. д. (39.262477, -90.900295).  За даними Бюро перепису населення США в 2010 році селище мало площу 0,68 км², уся площа — суходіл.

## Демографія
Згідно з переписом 2010 року, у селищі мешкало 77 осіб у 34 домогосподарствах у складі 19 родин. Густота населення становила 113 особи/км².  Було 38 помешкань (56/км²).
Расовий склад населення:
| - 83,1 % — білих - 14,3 % — чорних або афроамериканців |

До двох чи більше рас належало 2,6 %. Частка іспаномовних становила 0,0 % від усіх жителів.
За віковим діапазоном населення розподілялося таким чином: 26,0 % — особи молодші 18 років, 54,5 % — особи у віці 18—64 років, 19,5 % — особи у віці 65 років та старші. Медіана віку мешканця становила 38,1 року. На 100 осіб жіночої статі у селищі припадало 120,0 чоловіків;  на 100 жінок у віці від 18 років та старших — 83,9 чоловіків також старших 18 років.
Середній дохід на одне домашнє господарство  становив 36 893 долари США (медіана — 20 000), а середній дохід на одну сім'ю — 56 325 доларів (медіана — 30 000). За межею бідності перебувало 41,4 % осіб, у тому числі 100,0 % дітей у віці до 18 років та 31,3 % осіб у віці 65 років та старших.
Цивільне працевлаштоване населення становило 12 особи. Основні галузі зайнятості: освіта, охорона здоров'я та соціальна допомога — 33,3 %, оптова торгівля — 25,0 %, науковці, спеціалісти, менеджери — 25,0 %.